# Sportweekend
Sportweekend is een Belgisch sportprogramma dat sinds 1960 op de VRT wordt uitgezonden. Het is samen met Het Journaal, Het Weer en Panorama een van de langstlopende programma's van de Vlaamse openbare televisieomroep.

## Geschiedenis
Sportweekend ontstond uit de sportberichtgeving in het journaal op zondagavond. Na het journaal verscheen een zelfstandig programma rond de belangrijkste sportgebeurtenissen van het weekend op televisie. Er werden beeldreportages getoond en interviews in de studio gehouden met belangrijke sportfiguren.
Begin 2002 werd Sportweekend tijdelijk afgevoerd, na méér dan veertig jaar in de ether te zijn geweest. In het najaar van dat jaar verscheen het echter al weer op televisie, maar nu in de vorm van een praatprogramma. Drie seizoenen lang sprak Frank Raes met iconen uit de Belgische en internationale sportwereld. In 2005 werd het programma afgevoerd. Het praatprogramma was een productie van deMENSEN.
Sindsdien is Sportweekend opnieuw de naam voor de sportberichtgeving na het journaal op zondagavond.
Vanaf 6 december 2020 zond Eén vier weken lang 60 jaar Sportweekend uit, met archiefbeelden en interviews met voormalige en huidige sportjournalisten. De reeks, gepresenteerd door Sammy Neyrinck, werd genomineerd voor een 'Excellence in Archive Production Award' van de International Federation of Television Archives. De prijs ging uiteindelijk naar een reeks van de Österreichischer Rundfunk rond de Salzburger Festspiele.

## Presentatoren
- Herman Verelst (1960-1975)
- Daniël Mortier (1960-1980)
- Hugo Symons (1960-1988)
- Louis De Pelsmaeker (1966-1999)
- Ivan Sonck (1971-2001)
- Carl Huybrechts (1974-1996)
- Dirk Deweert (1978 -1994)
- Mark Vanlombeek (1979-1999)
- Mark Uytterhoeven (1980-1991)
- Dirk Abrams (1980-1993)
- Alain Coninx (1980-1994)
- Frank Raes (1988-2009, 2021)
- Lieven Van Gils (2000-2002)
- Stefaan Lammens (2000-2019)
- Tom Coninx (2004-2011)
- Stef Wijnants (2005-2017)
- Maarten Vangramberen (2005-heden)
- Ruben Van Gucht (2012-heden)
- Aster Nzeyimana (2016-2023)
- Catherine Van Eylen (2021-heden)
- Tess Elst (2022-heden)